# Czernia
Czernia (biał. Чэрня; ros. Черня) – wieś na Białorusi, w obwodzie witebskim, w rejonie dokszyckim, w sielsowiecie Biarozki. W 2019 roku była niezamieszkana.